# Otto Hindrich
Otto Hindrich (Cluj-Napoca, 5 agosto 2002) è un calciatore rumeno, portiere del CFR Cluj.

## Carriera

### Club
Cresciuto nel settore giovanile del CFR Cluj, debutta in prima squadra il 20 giugno 2020, in occasione dell'incontro di Liga I vinto per 0-2 contro il Botoșani.

### Nazionale
Ha rappresentato le nazionali giovanili rumene.

## Statistiche

### Presenze e reti nei club
Statistiche aggiornate al 4 febbraio 2023.
| Stagione        | Squadra            | Campionato      | Campionato | Campionato | Coppe nazionali | Coppe nazionali | Coppe nazionali | Coppe continentali | Coppe continentali | Coppe continentali | Altre coppe | Altre coppe | Altre coppe | Totale | Totale |
| Stagione        | Squadra            | Comp            | Pres       | Reti       | Comp            | Pres            | Reti            | Comp               | Pres               | Reti               | Comp        | Pres        | Reti        | Pres   | Reti   |
| --------------- | ------------------ | --------------- | ---------- | ---------- | --------------- | --------------- | --------------- | ------------------ | ------------------ | ------------------ | ----------- | ----------- | ----------- | ------ | ------ |
| 2019-2020       | CFR Cluj           | L1              | 0+1        | 0          | CR              | -               | -               | UCL+UEL            | -                  | -                  | SR          | -           | -           | 1      | 0      |
| 2020-2021       | ACS Poli Timișoara | L2              | 13+5       | -11 + -8   | CR              | 2               | -3              |                    | -                  | -                  |             | -           | -           | 20     | -22    |
| 2021-2022       | CFR Cluj           | L1              | 15+4       | -8 + -4    | CR              | 0               | 0               | UCL+UEL+UECL       | 0                  | 0                  | SR          | 0           | 0           | 19     | -12    |
| 2022-2023       | Kisvárda           | NB1             | 14         | -24        | CU              | 0               | 0               |                    | -                  | -                  |             | -           | -           | 14     | -24    |
| Totale carriera | Totale carriera    | Totale carriera | 52         | -55        |                 | 2               | -3              |                    | 0                  | 0                  |             | 0           | 0           | 54     | -58    |

## Palmarès

### Club

#### Competizioni nazionali
- Campionato rumeno: 2

CFR Cluj: 2019-2020, 2021-2022
- Coppa di Romania: 1

CFR Cluj: 2024-2025